# Biřmování v katolické církvi

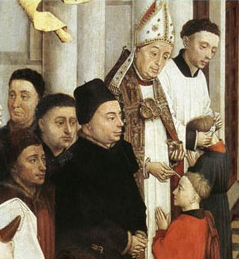
Oltářní obraz Sedm svátostí od Rogiera van der Weydena zobrazující biskupa latinské církve udělujícího biřmování ve 14. století

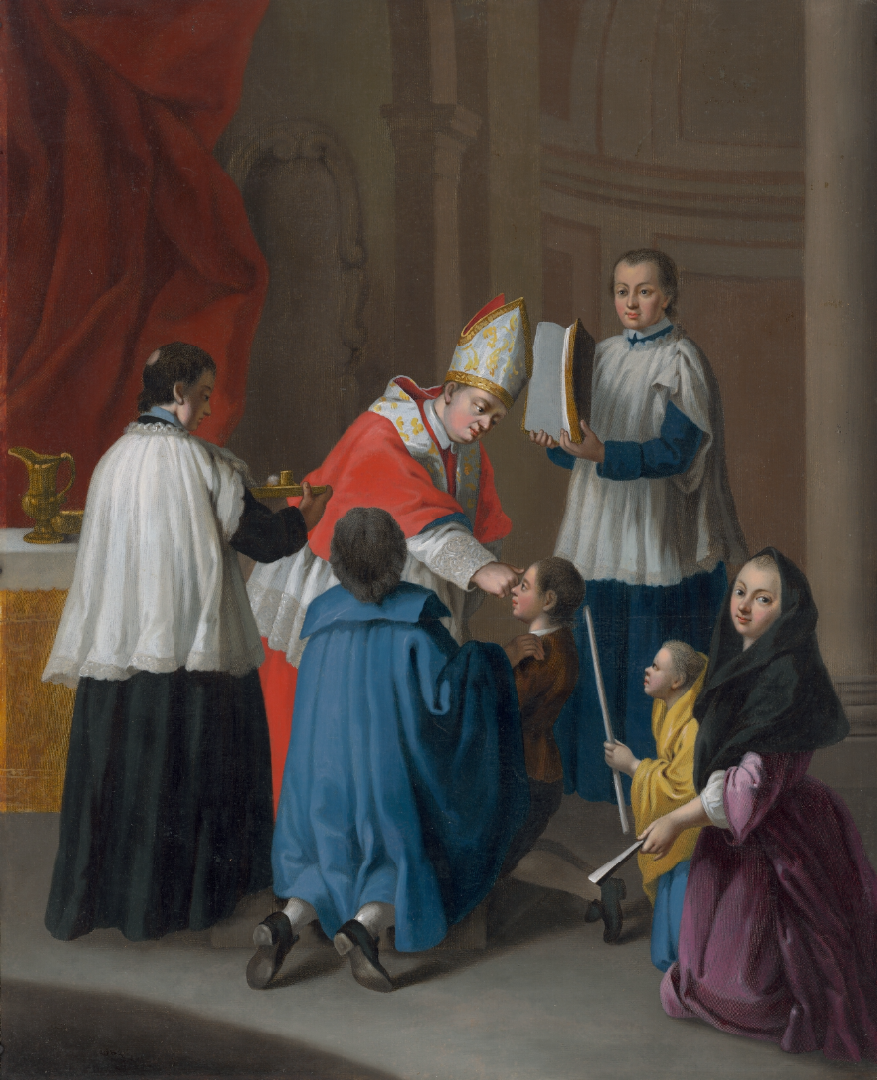
Svátost biřmování od Pietra Longhiho

Biřmování v katolické církvi je jedna ze sedmi svátostí. Je to také jedna ze tří svátostí uvedení do katolické církve, další dvě jsou křest a první přijímání.

## Popis
Katechismus katolické církve říká:
Ze slavení biřmování vyplývá, že účinkem této svátosti je plné vylití Ducha svatého, jako bylo kdysi uděleno apoštolům v den Letnic ... Uvědom si, žes dostal duchovní pečeť, Ducha moudrosti a rozumu, Ducha rady a síly, Ducha poznání a zbožnosti, Ducha Boží bázně, a uchovej si to, cos dostal. Bůh Otec tě poznamenal svým znamením, Kristus Pán tě utvrdil a vložil do tvého srdce Ducha jako záruku.
Katechismus katolické církve vidí zprávu ve Skutcích apoštolů – Sk 8, 14–17 (Kral, ČEP) jako biblický základ pro biřmování jako svátost odlišnou od křtu:
Když apoštolové v Jeruzalémě uslyšeli, že v Samařsku přijali Boží slovo, poslali k nim Petra a Jana. Oni tam přišli a modlili se za ně, aby také jim byl dán Duch svatý, neboť ještě na nikoho z nich nesestoupil; byli jen pokřtěni ve jméno Pána Ježíše. Petr a Jan tedy na ně vložili ruce a oni přijali Ducha svatého.

## Latinská církev
V latinské církvi má být svátost udělována věřícím ve věku, ve kterém mají možnost se sami rozhodnout (obecně kolem 7 let), ledaže by biskupská konference rozhodla o jiném věku, nebo pokud by hrozilo nebezpečí smrti nebo podle soudu duchovního kněze, vážný důvod naznačuje opak.
Kodex kanonického práva z roku 1983 uvádí (kánon 882): „Řádným udělovatelem biřmování je biskup; platně uděluje tuto svátost také kněz, který obdržel pověření biřmovat buď od obecného práva nebo mu bylo zvláště uděleno příslušným představeným.“

### Věk

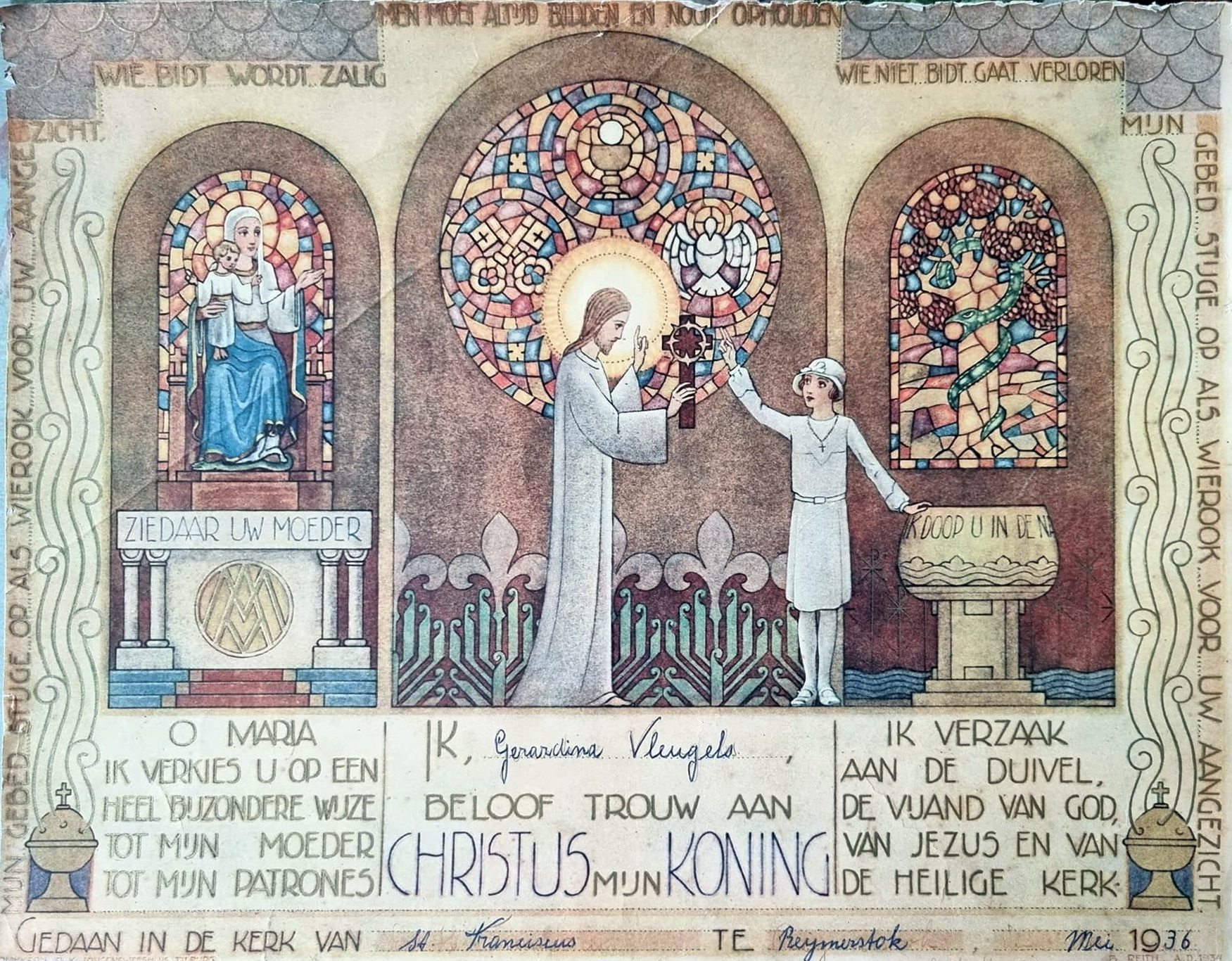
Osvědčení o potvrzení víry 12leté Gerardiny Vleugels v Reijmerstoku v Nizozemsku (1936)

Dvě synody konané v Anglii během 13. století se lišily v tom, zda má být biřmování provedeno do jednoho roku po narození, nebo do tří let. Biřmování se stalo mnohem důležitějším obřadem, když rostly obavy o porozumění a víru, zejména po reformaci. Po čtvrtém lateránském koncilu mělo být přijímání, které se nadále udělovalo až po biřmování, udělováno až po dosažení rozumného věku. Po 13. století se věk biřmování a přijímání začal dále oddalovat, ze sedmi na dvanáct a na patnáct let. Kodex kanonického práva z roku 1917 sice doporučoval, aby se biřmování odkládalo až do věku sedmi let, ale umožňoval jeho udělení v dřívějším věku. Teprve 30. června 1932 bylo oficiálně povoleno změnit tradiční pořadí tří svátostí křesťanské iniciace. Posvátná kongregace pro svátosti povolila, kde to bylo nutné, udělovat biřmování až po prvním svatém přijímání. Tato novinka, původně vnímaná jako výjimečná, se stále více stávala běžnou praxí. V polovině 20. století se tedy na biřmování začalo pohlížet jako na příležitost k vyznání osobního závazku k víře ze strany někoho, kdo se blíží dospělosti.
Katechismus katolické církve, § 1308, však varuje: „Mluví-li se o biřmování jako o „svátosti křesťanské dospělosti“, nesmí se tím směšovat dospělý věk víry s dospělým věkem přirozeného růstu; také se nesmí zapomínat, že milost křtu je zdarma poskytnutá a nezasloužená milost vyvolení, která nepotřebuje nějakého „schválení“, aby se stala účinnou.“
Pokud jde o kanonický věk pro biřmování v latinské církvi katolické církve, současný (1983) Kodex kanonického práva, který zachovává nezměněné pravidlo v Kodexu z roku 1917, uvádí, že svátost má být věřícím udělována přibližně v 7 až 18 letech, ledaže by biskupská konference rozhodla o jiném věku, nebo pokud hrozí nebezpečí smrti nebo podle úsudku duchovního kněze vážný důvod nasvědčuje opaku (kánon 891 Kodexu kanonického práva). Kodex z roku 1983 předepisuje věk, ve kterém je člověk schopný se sám rozhodnout také pro svátosti pokání a prvního svatého přijímání.
Od druhého vatikánského koncilu se na některých místech upustilo od stanovení pozdějšího věku ve prospěch obnovení tradičního řádu tří svátostí křesťanské iniciace. I v těch zemích, kde biskupská konference stanovila pozdější věk jako normální, nesmí biskup odmítnout udělit svátost mladším dětem, které o to požádají, za předpokladu, že jsou pokřtěny, jsou schopny rozumného uvažování, jsou vhodně poučeny a jsou náležitě disponované a schopné obnovit křestní sliby.

## Východní církve

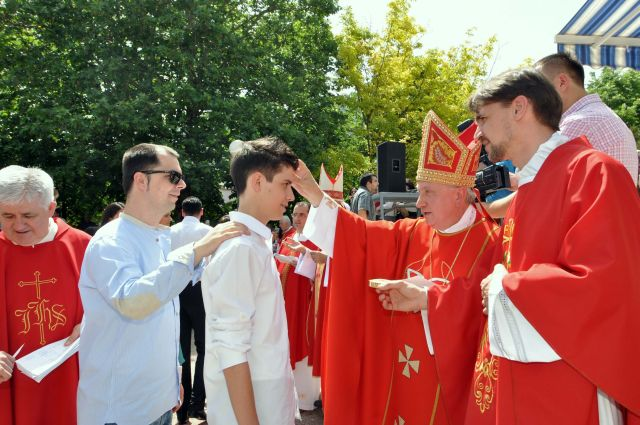
Biskup pomazává dospívající pomocí myrhy

Ve východních katolických církvích se biřmování nazývá myropomazání se svatou myrhou. Kánony týkající se této praxe jsou kánony 692 až 697 Kodexu kánonů východních církví. Ve východním katolictví jsou kněží ti, kteří normálně udělují myropomazání se svatou myrhou a tato svátost může být udělována společně s křtem. Na rozdíl od situace v latinské církvi, ve východním katolicismu svátost nevyžaduje, aby bylo pomazání provedeno položením ruky.

## Liturgický „políček“
Při biřmování biskupové někdy dávají liturgický „políček“. Jedná se o gesto znázorňující pasování na „Kristova vojína (lat. Miles christianus)“. Úkon je který stále platný, ale je zlehčován, pokud je chápán jako součást kdysi běžné představy o biřmování jako „svátosti dospělosti“. Použil jej již v roce 350 Cyril Jeruzalémský. V této souvislosti byl dotek na tváři, který biskup dával při slovech „Pax tecum“ (Pokoj s tebou) osobě, kterou právě biřmoval, interpretován v římském pontifikálu jako pohlavek, připomínka statečnosti při šíření a obraně víry: „Deinde leviter eum in maxilla caedit, dicens: (Pak ho lehce udeří do tváře a řekne: Pokoj s tebou) (srov. rytířský zvyk pasování). Když byl při aplikaci konstituce II. vatikánského koncilu o posvátné liturgii v roce 1971 revidován obřad biřmování, byla zmínka o tomto gestu vypuštěna. Francouzský a italský překlad však s údajem, že biskup má slova „Pokoj vám“ doprovodit „přátelským gestem“ (francouzský text) nebo „znamením pokoje“ (italský text), výslovně připouštějí gesto, jako je dotek na tváři, kterému vracejí původní význam. To je v souladu s Úvodem k obřadu biřmování, 17, který uvádí, že biskupská konference může rozhodnout „o zavedení jiného způsobu, jakým má kněz po pomazání dát znamení pokoje, a to buď každému jednotlivě, nebo všem nově biřmovaným společně“.